# Bundesliga 2012-13 (Austria)
La temporada 2012-13 fue la 101a temporada de la máxima división del fútbol profesional de Austria. Comenzó el 21 de julio de 2012 y concluyó el 26 de mayo de 2013, con un período de descanso invernal entre el 22 de diciembre de 2012 y el 9 de febrero de 2013. Austria Viena se coronó campeón, obteniendo así su título número 24. El goleador del torneo fue el austríaco Phillipp Hosiner, transferido del Admira Wacker al Austria Viena a mitad de la temporada; terminó el campeonato con 32 goles.

## Formato
Los diez equipos participantes jugarán entre sí todos contra todos cuatro veces totalizando 36 partidos cada uno, al término de la fecha 36 el primer y el segundo clasificado obtuvieron un cupo para la tercera ronda de la Liga de Campeones 2013-14, el tercer clasificado obtuvo un cupo para la tercera ronda de la Liga Europa 2013-14, mientras que el cuarto clasificado obtuvo un cupo para la Segunda ronda; por otro lado el último clasificado descendió a la Primera Liga de Austria 2013-14.
Un tercer cupo para la ronda de play-off de la Liga Europa 2013-14 fue asignado al campeón de la Copa de Austria

## Ascensos y descensos
Kapfenberger descendió a la segunda división luego de terminar último en la temporada 2011-12. A los nueve equipos restantes se les sumó el Wolfsberger AC, equipo que se coronó campeón de la temporada 2011-12 de la Primera Liga de Austria.
| Pos. | Descendido de la Bundesliga (Austria) 2011-12 |
| ---- | --------------------------------------------- |
| 10.º | Kapfenberger                                  |

| Pos. | Ascendido de la Erste Liga 2011-12 |
| ---- | ---------------------------------- |
| 1.º  | Wolfsberger                        |

## Equipos y estadios
| Equipo            | Ubicación        | Estadio                 | Capacidad |
| ----------------- | ---------------- | ----------------------- | --------- |
| Admira            | Maria Enzersdorf | Trenkwalder Arena       | 12.000    |
| Austria Viena     | Viena            | Estadio Franz Horr      | 14.100    |
| Mattersburg       | Mattersburg      | Pappelstadion           | 15.100    |
| Rapid Viena       | Viena            | Estadio Gerhard Hanappi | 18.500    |
| Red Bull Salzburg | Wals-Siezenheim  | Red Bull Arena          | 31.800    |
| Ried              | Ried im Innkreis | Keine Sorgen Arena      | 7.680     |
| Sturm Graz        | Graz             | UPC-Arena               | 15.400    |
| Wacker Innsbruck  | Innsbruck        | Tivoli-Neu              | 17.400    |
| Wiener Neustadt   | Wiener Neustadt  | Estadio Wiener Neustadt | 7.500     |
| Wolfsberg         | Wolfsberg        | Lavanttal-Arena         | 8.000     |

## Tabla de posiciones
| Pos. | Equipo            | Pts. | PJ | G  | E  | P  | GF | GC | Dif. | Clasificación y descenso 2013–14              |
| ---- | ----------------- | ---- | -- | -- | -- | -- | -- | -- | ---- | --------------------------------------------- |
| 1    | Austria Viena (C) | 82   | 36 | 25 | 7  | 4  | 84 | 31 | +53  | Tercera ronda de la Liga de Campeones         |
| 2    | Red Bull Salzburg | 77   | 36 | 22 | 11 | 3  | 91 | 39 | +52  | Tercera ronda de la Liga de Campeones         |
| 3    | Rapid Viena       | 57   | 36 | 16 | 9  | 11 | 57 | 39 | +18  | Tercera ronda de la Liga Europa               |
| 4    | Sturm Graz        | 48   | 36 | 13 | 9  | 14 | 49 | 56 | −7   | Segunda ronda de la Liga Europa               |
| 5    | Wolfsberger       | 47   | 36 | 12 | 11 | 13 | 53 | 56 | −3   |                                               |
| 6    | Ried              | 46   | 36 | 13 | 7  | 16 | 60 | 59 | +1   |                                               |
| 7    | Wiener            | 36   | 36 | 9  | 9  | 18 | 32 | 60 | −28  |                                               |
| 8    | Wacker InnsbrucK  | 36   | 36 | 11 | 3  | 22 | 41 | 75 | −34  |                                               |
| 9    | Admira Wacker     | 35   | 36 | 9  | 8  | 19 | 47 | 68 | −21  |                                               |
| 10   | Mattersburg       | 35   | 36 | 9  | 8  | 19 | 36 | 67 | −31  | Descenso a la Primera Liga de Austria 2013-14 |

Actualizado a los partidos jugados el 26 de mayo de 2013.
 Fuente: Soccerway

## Resultados
| Local \ Visitante | ADM | AUS | MAT | RAP | RBS | RIE | STU | WAC | WIE | WOL |
| ----------------- | --- | --- | --- | --- | --- | --- | --- | --- | --- | --- |
| Admira            | —   | 4–6 | 5–1 | 0–2 | 4–4 | 0–2 | 1–2 | 4–1 | 4–0 | 1–1 |
| Austria Viena     | 1–0 | —   | 3–1 | 2–0 | 0–1 | 6–1 | 0–1 | 2–0 | 3–0 | 1–1 |
| Mattersburg       | 3–0 | 2–4 | —   | 0–3 | 1–3 | 2–1 | 3–1 | 1–2 | 2–0 | 1–1 |
| Rapid Viena       | 0–0 | 0–3 | 3–0 | —   | 2–0 | 4–3 | 3–0 | 4–0 | 1–1 | 0–2 |
| Red Bull Salzburg | 5–0 | 0–0 | 3–2 | 0–2 | —   | 1–1 | 3–2 | 2–0 | 1–1 | 4–1 |
| Ried              | 1–1 | 0–1 | 6–1 | 0–2 | 3–1 | —   | 0–1 | 2–0 | 3–1 | 0–2 |
| Sturm Graz        | 3–2 | 1–1 | 0–0 | 2–1 | 0–2 | 3–1 | —   | 3–0 | 3–1 | 4–1 |
| Wacker InnsbrucK  | 1–2 | 0–3 | 2–1 | 0–2 | 0–4 | 1–0 | 0–1 | —   | 2–3 | 0–1 |
| Wiener            | 2–1 | 0–2 | 0–0 | 0–1 | 0–3 | 2–3 | 1–1 | 0–1 | —   | 2–1 |
| Wolfsberger       | 1–1 | 0–1 | 0–1 | 1–0 | 0–2 | 2–5 | 1–1 | 2–2 | 6–0 | —   |

| Local \ Visitante | ADM | AUS | MAT | RAP | RBS | RIE | STU | WAC | WIE | WOL |
| ----------------- | --- | --- | --- | --- | --- | --- | --- | --- | --- | --- |
| Admira            | —   | 0–2 | 1–0 | 0–2 | 1–1 | 0–3 | 3–0 | 4–3 | 1–2 | 0–1 |
| Austria Viena     | 4–0 | —   | 4–0 | 2–2 | 1–1 | 3–1 | 3–1 | 4–0 | 3–1 | 0–4 |
| Mattersburg       | 0–1 | 0–4 | —   | 2–0 | 1–2 | 1–0 | 0–0 | 1–2 | 1–0 | 3–1 |
| Rapid Viena       | 1–1 | 1–2 | 2–2 | —   | 1–3 | 3–0 | 1–1 | 2–1 | 2–0 | 0–0 |
| Red Bull Salzburg | 2–1 | 3–0 | 7–0 | 3–3 | —   | 2–2 | 3–0 | 3–1 | 3–1 | 6–2 |
| Ried              | 4–1 | 1–3 | 1–1 | 3–2 | 2–2 | —   | 1–2 | 3–0 | 2–1 | 1–1 |
| Sturm Graz        | 1–2 | 1–1 | 2–2 | 1–3 | 1–1 | 3–1 | —   | 3–2 | 0–3 | 1–3 |
| Wacker InnsbrucK  | 3–1 | 0–3 | 2–0 | 1–1 | 2–3 | 2–0 | 2–1 | —   | 1–0 | 2–3 |
| Wiener            | 3–0 | 0–0 | 0–0 | 1–0 | 0–6 | 0–0 | 1–0 | 2–2 | —   | 2–0 |
| Wolfsberger       | 0–0 | 3–6 | 1–0 | 2–1 | 1–1 | 1–3 | 3–0 | 2–3 | 1–1 | —   |

## Estadísticas

### Goleadores
| Pos. | Jugador             | Club                  | Goles |
| ---- | ------------------- | --------------------- | ----- |
| 1    | Philipp Hosiner     | Admira / Austria Wien | 32    |
| 2    | Jonathan Soriano    | Red Bull Salzburg     | 26    |
| 3    | Sadio Mané          | Red Bull Salzburg     | 16    |
| 4    | Deni Alar           | Rapid Wien            | 15    |
| 4    | René Gartler        | Ried                  | 15    |
| 6    | Terrence Boyd       | Rapid Wien            | 13    |
| 7    | Richard Sukuta-Pasu | Sturm Graz            | 12    |
| 8    | Alan                | Red Bull Salzburg     | 11    |
| 8    | Robert Žulj         | Ried                  | 11    |
| 10   | Christian Falk      | Wolfsberger           | 10    |
| 10   | Alexander Gorgon    | Austria Wien          | 10    |
| 10   | Tomáš Jun           | Austria Wien          | 10    |
| 10   | Mihret Topčagić     | Wolfsberger           | 10    |

### Tripletes
| Jugador               | Para              | Contra           | Resultado | Fecha                    |
| --------------------- | ----------------- | ---------------- | --------- | ------------------------ |
| Håvard Nielsen        | Red Bull Salzburg | Admira           | 4–4       | 18 de agosto de 2012     |
| Günter Friesenbichler | Wiener Neustadt   | Wacker Innsbruck | 3–2       | 18 de agosto de 2012     |
| Christian Falk        | Wolfsberger       | Wiener Neustadt  | 6–0       | 15 de septiembre de 2012 |
| Philipp Hosiner       | Austria Viena     | Admira           | 6–4       | 27 de octubre de 2012    |
| Philipp Hosiner       | Austria Viena     | Ried             | 6–1       | 4 de noviembre de 2012   |
| René Gartler          | Ried              | Mattersburg      | 6–1       | 10 de noviembre de 2012  |
| Deni Alar             | Rapid Viena       | Ried             | 4–3       | 1 de diciembre de 2012   |
| Philipp Hosiner       | Austria Viena     | Wolfsberger      | 6–3       | 8 de diciembre de 2012   |
| Sadio Mané            | Red Bull Salzburg | Mattersburg      | 7–0       | 15 de diciembre de 2012  |
| Alan                  | Red Bull Salzburg | Wolfsberger      | 6–2       | 20 de abril de 2013      |
| Jonathan Soriano      | Red Bull Salzburg | Wolfsberger      | 6–2       | 20 de abril de 2013      |